# Kobellite
La kobellite è un minerale appartenente al gruppo omonimo.